# Баня Ага Микаила
Баня Ага Микаила (азерб. Ağa Mİkayıl hamamı) — старинная баня, расположенная в исторической части города Баку (Азербайджан), Ичери-шехере, в юго-западной части крепости, на улице Кичик Гала (Малая Крепостная), напротив крепостных стен. Построена в XVIII веке
Баня была построена жителем Шемахи Гаджи Ага Микаилом, в квартале, который до сих пор известен в народе под названием «Квартал банщиков». Вход в баню расположен со стороны улицы Малая Крепостная. В отличие от других бань в Старом городе здесь внутренние помещения более просторные.
Раздевалка и купальня в плане представляют собой квадрат. Стрельчатые арки и купола разделяют общую композицию на пропорциональные ярусы. Баня имеет отличный от остальных бань Ичери-шехера дымоход.
В бане Ага Микаила проходили съёмки некоторых сцен фильма «Не та, так эта», снятого по мотивам одноимённой оперетты Узеира Гаджибекова. В связи с этим баню называют в народе и баней Мешади Ибада, главного героя комедии.
Согласно распоряжению Кабинета Министров Азербайджанской Республики об исторических и культурных памятниках баня Ага Микаила является «памятником истории и культуры национального значения»
В 2011 году согласно «Подробному Генеральному плану консервации исторического центра города Баку» Кабинета министров Азербайджана баня Ага Микаила была отреставрирована при участии местных и иностранных специалистов.